# Anete Kociņa
 (juillet 2017).
Anete Kociņa (née le 5 février 1996 à Limbaži) est une athlète lettonne, spécialiste du lancer du javelot.

## Carrière
En juillet 2017, elle porte son record personnel à 64,47 m ce qui lui permet de remporter la médaille d'argent lors des Championnats d'Europe espoirs à Bydgoszcz.
Le 6 août 2017, elle échoue pour trois centimètres (62,26 contre 62,29 m) pour accéder à la finale des championnats du monde de Londres.

## Palmarès
| Date | Compétition                   | Lieu      | Résultat | Marque  |
| ---- | ----------------------------- | --------- | -------- | ------- |
| 2013 | Championnats du monde cadets  | Donetsk   | 3e       | 54,26 m |
| 2017 | Championnats d'Europe espoirs | Bydgoszcz | 2e       | 64,47 m |
| 2017 | Universiade                   | Taipei    | 6e       | 58,49 m |
| 2023 | Championnats du monde         | Budapest  | 4e       | 63,18 m |

## Records
| Épreuve           | Performance | Lieu      | Date            |
| ----------------- | ----------- | --------- | --------------- |
| Lancer du javelot | 64,47 m     | Bydgoszcz | 16 juillet 2017 |